# Evangelische Kirche (Dorfweil)

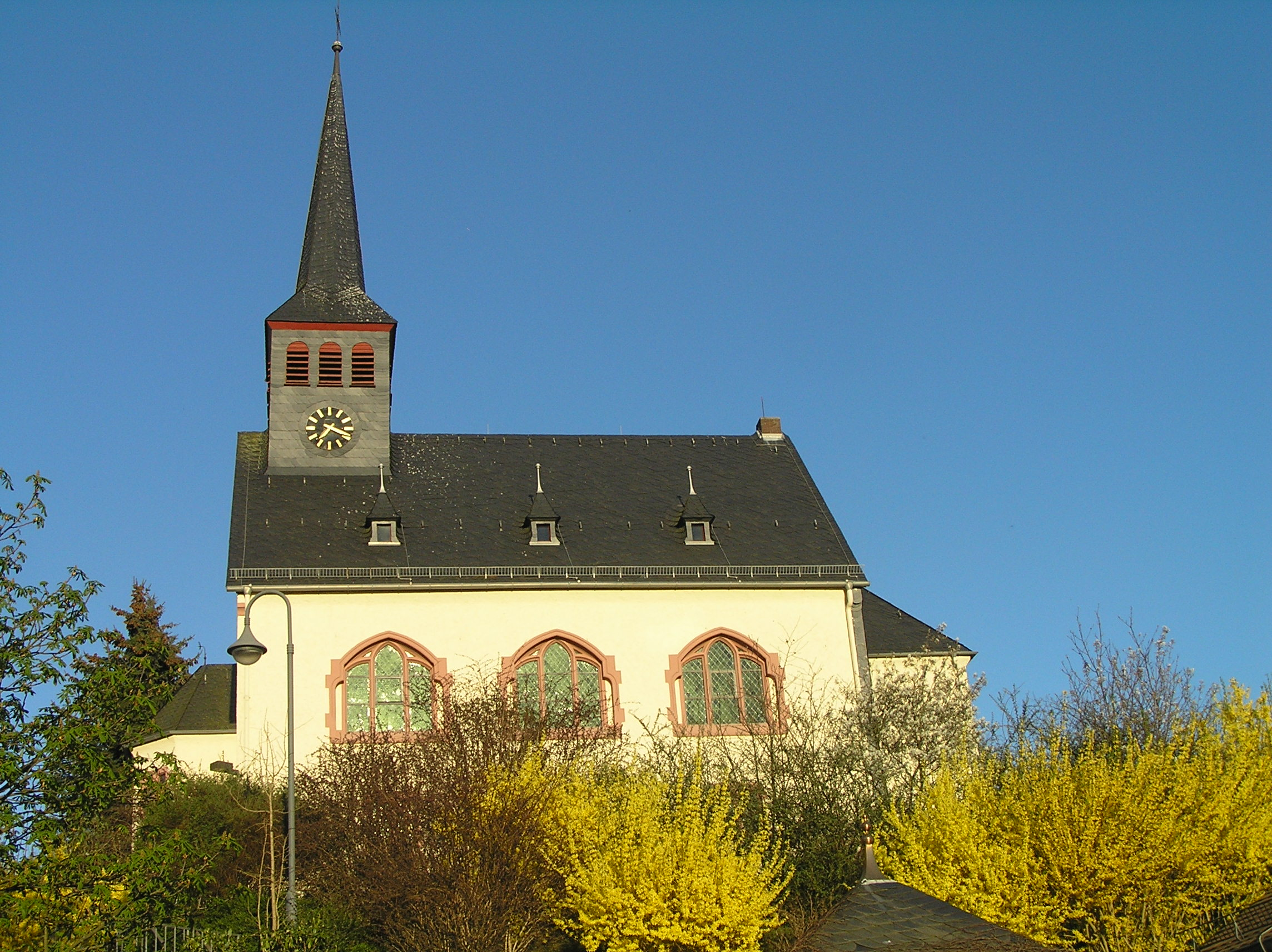
Evangelische Kirche (Dorfweil)

Die Evangelische Kirche Dorfweil ist ein denkmalgeschütztes Kirchengebäude, das in Dorfweil steht, einem Ortsteil der Gemeinde Schmitten im Taunus im Hochtaunuskreis (Hessen). Die Kirche gehört zur Kirchengemeinde Rod am Berg im Dekanat Hochtaunus in der Propstei Rhein-Main der Evangelischen Kirche in Hessen und Nassau.

## Beschreibung
Die Grundsteinlegung für die Saalkirche in Formen der Spätgotik erfolgte am 9. Juli 1905, am 26. August 1906 wurde sie eingeweiht. Im Süden des Kirchenschiffs aus drei Jochen schließt sich ein eingezogener, gerade abgeschlossener Chor an, dem im Osten die Sakristei angefügt wurde. Vor dem Giebel im Norden befindet sich ein Anbau, der hinter dem Portal das Vestibül beherbergt. 
Aus dem mit Dachgauben besetzten Satteldach des Kirchenschiffs erhebt sich im Norden ein quadratischer, mit einem achtseitigen spitzen Helm bedeckter Dachreiter, der die Turmuhr und hinter den Klangarkaden den Glockenstuhl beherbergt. Von den am 20. September 1925 eingesetzten zwei Kirchenglocken musste im Zweiten Weltkrieg die größere abgeliefert werden. Sie wurde erst 1950 ersetzt. 1968 wurde eine dritte Glocke aufgehängt. Bei der Renovierung 1956 wurden die Mauern aus Backstein bis auf die Gewände der Fenster aus Buntsandstein verputzt. 
Die Orgel auf der Empore im Norden hat sieben Register auf einem Manual und Pedal. Sie wurde 1908 von den Gebrüdern Bernhard gebaut und 1970/1971 von der Firma Orgelbau Hardt überarbeitet.